# OK (The Kolors)
OK è un singolo del gruppo musicale italiano The Kolors, pubblicato il 4 dicembre 2015 come unico estratto dall'edizione speciale del secondo album in studio Out.

## Descrizione
Unico inedito presente nell'edizione deluxe dell'album, OK è stato accostato dalla critica a diversi lavori del cantautore statunitense Bruno Mars, tanto che diversi hanno accusato la band per avere uno stile troppo simile a quest'ultimo nel brano.

## Pubblicazione
Il singolo è stato presentato in anteprima il 29 novembre 2015 a Che tempo che fa.

## Tracce
1. OK – 3:19